# گره باون
گره باوِن (به انگلیسی: Bowen knot) (همچنین به عنوان گره گرایی (heraldic knot) در نمادشناسی شناخته می‌شود) یک گره واقعی نیست، بلکه گره گرایی است که گاهی اوقات به عنوان یک نماد قهرمانی استفاده می‌شود. این نام بعد از ویلهام جیمز باون (درگذشته ۱۶۲۹) نامگذاری شد.

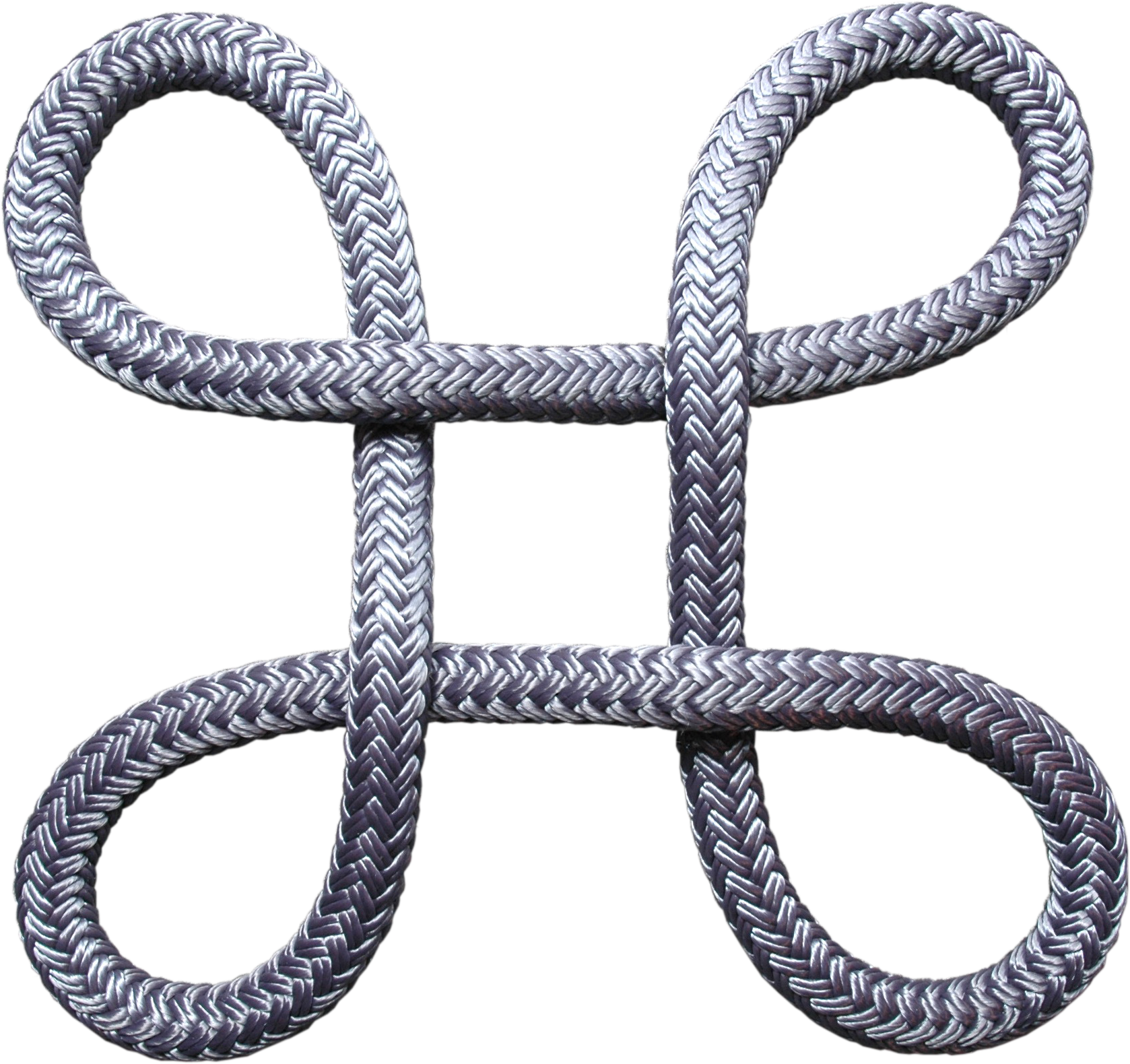
گره باون

## گره باون در کیبورد
نماد گره باون در کیبورد رایانه‌های مکینتاش قابل مشاهده است، که به آن کلید کامند (Command key) (با نماد ⌘) گفته می‌شود.

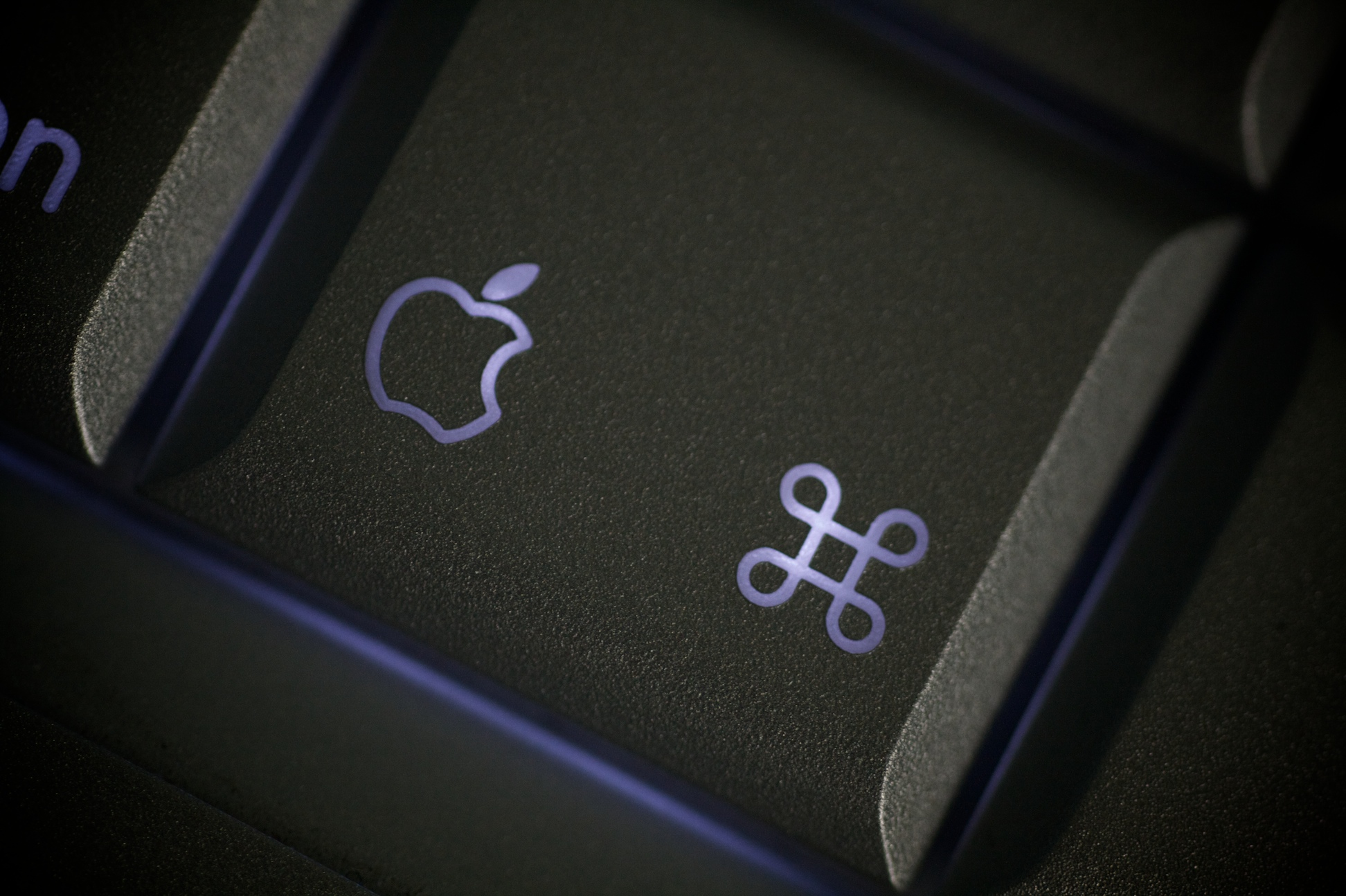
کلید فرمان در صفحه‌کلید مکینتاش